# Zaid ar-Rifaʿi

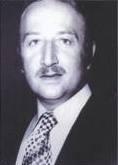
Zaid ar-Rifaʿi

Zaid ar-Rifaʿi (arabisch زيد الرفاعي, DMG Zaid ar-Rifāʿī; * 27. November 1936 in Amman; † 12. August 2024) war zweimal Premierminister von Jordanien (26. Mai 1973 bis 13. Juli 1976 und 4. April 1985 bis 27. April 1989).
Sowohl sein Vater Samir ar-Rifaʿi als auch sein Sohn, der gleichnamige Samir ar-Rifaʿi, waren Ministerpräsidenten Jordaniens.
Nach dem Studium am Victoria-College in Kairo studierte er an der Harvard University und der Columbia University in New York. Später arbeitete er in den jordanischen Botschaften in Kairo, Beirut und London sowie bei der UNO in New York.